# Maryský region
Maryský region (turkmensky Mary welaýaty) je jeden z pěti regionů Turkmenistánu. Leží v jihovýchodní části země na hranici s Afghánistánem. Hlavním městem regionu je Mary a v roce 2022 zde žilo 1 613 386 obyvatel. Hustota zalidnění regionu je asi 15 obyvatel na jeden kilometr čtvereční, přičemž v roce 2000 v regionu žilo asi 23 % obyvatel Turkmenistánu. Regionem protéká Karakumský kanál a také řeka Murgháb. V minulosti byl region součástí hedvábné stezky, díky čemuž se zde nachází archeologická lokalita Merv. Kromě města Mary jsou dalšími významnými městy ležícími v regionu také Baýramaly, Serhetabat a Ýolöten.
K roku 2001 vyprodukovaly elektrárny v regionu asi 74 % turkmenistánské produkce elektřiny. Kromě toho je region významným zdrojem zemního plynu. Asi 92 % obyvatel regionu tvoří Turkmeni, 5 % Balúčové a 1 % Rusové. K roku 2022 byl region rozdělen na devět okresů a k roku 2017 se zde nacházelo celkem osm měst.